# Satu Nou, Bistrița-Năsăud
Satu Nou , mai demult Uifalăul Săsesc, Uifalău, Noul Săsesc, Satu-Nou, Noieni (în dialectul săsesc Naindref, Neindref, în germană Oberneudorf, Nösner-Neudorf, Neudorf, în maghiară Felsőszászújfalu, Szászújfalu, Újfalu) este satul de reședință al comunei Cetate din județul Bistrița-Năsăud, Transilvania, România. Este localizat la o distanță la 15 km est-sud-est de municipiul Bistrița.

## Demografie
În 1930 avea 775 locuitori, dintre care 618 germani (79,7%); în 1941 avea 746 locuitori, dintre care 584 germani (78,3%). La 01.01.1992 mai avea 6 germani.
Conform recensământului din anul 2002, populația satului ajunge la un număr de 742 de locuitori, dintre care 656 români (88.41%) și 86 romi (11.59%).

## Istoric
Satul s-a dezvoltat de-a lungul pârâului Budușel. Prima vatră a satului a fost mai jos pe locul numit Husalserfen. Ulterior, satul s-a mutat mai sus pe cursul apei și pe culmea de deal, unde întemeiază Oberneudorf (Satul Nou de Sus). Câțiva ani mai târziu, satul se mută pe actualul loc. 
Primii locuitori ai acestei zone au fost români, care trăiau în grupuri de familii mici răsfirate. Așezarea ca localitate mai mare își are originea în urma colonizării sașilor în Transilvania, în secolul al XIII-lea. 
Prima atestare documentară datează din 1332, când în registrele de dijme papale este înregistrat Henricus parohul din Nova Villa, aparținând de capitalul Bistriței. 
În 1453, între posesiunile lui Iancu de Hunedoara, din districtul Bistrița figurează și Satu Nou. 
În 1518 se desfășoară un proces între locuitorii din Satu Nou cu cei din Dorolea și Ghinda pentru drepturile asupra unor terenuri, proces ce se extinde pe mai mulți ani. Satul a purtat și numele de Uifalău (de la maghiarul Ujifalu). Există și versiunea că o parte a locuitorilor din Satu Nou ar fi urmași ai locuitorilor vechii cetăți Rodna, retrași în această parte în urma măcelului provocat de năvălirea tătarilor din 1241. 
În 1521 are loc un incendiu mare, care distruge în mare parte localitatea. 
După molima de ciumă de la începutul secolului al XVII-lea, recensământul din 1642 înregistrează doar 4 gospodării în Satu Nou. În 1695 erau 10 gospodării, iar în 1720 erau 393 de locuitori. 

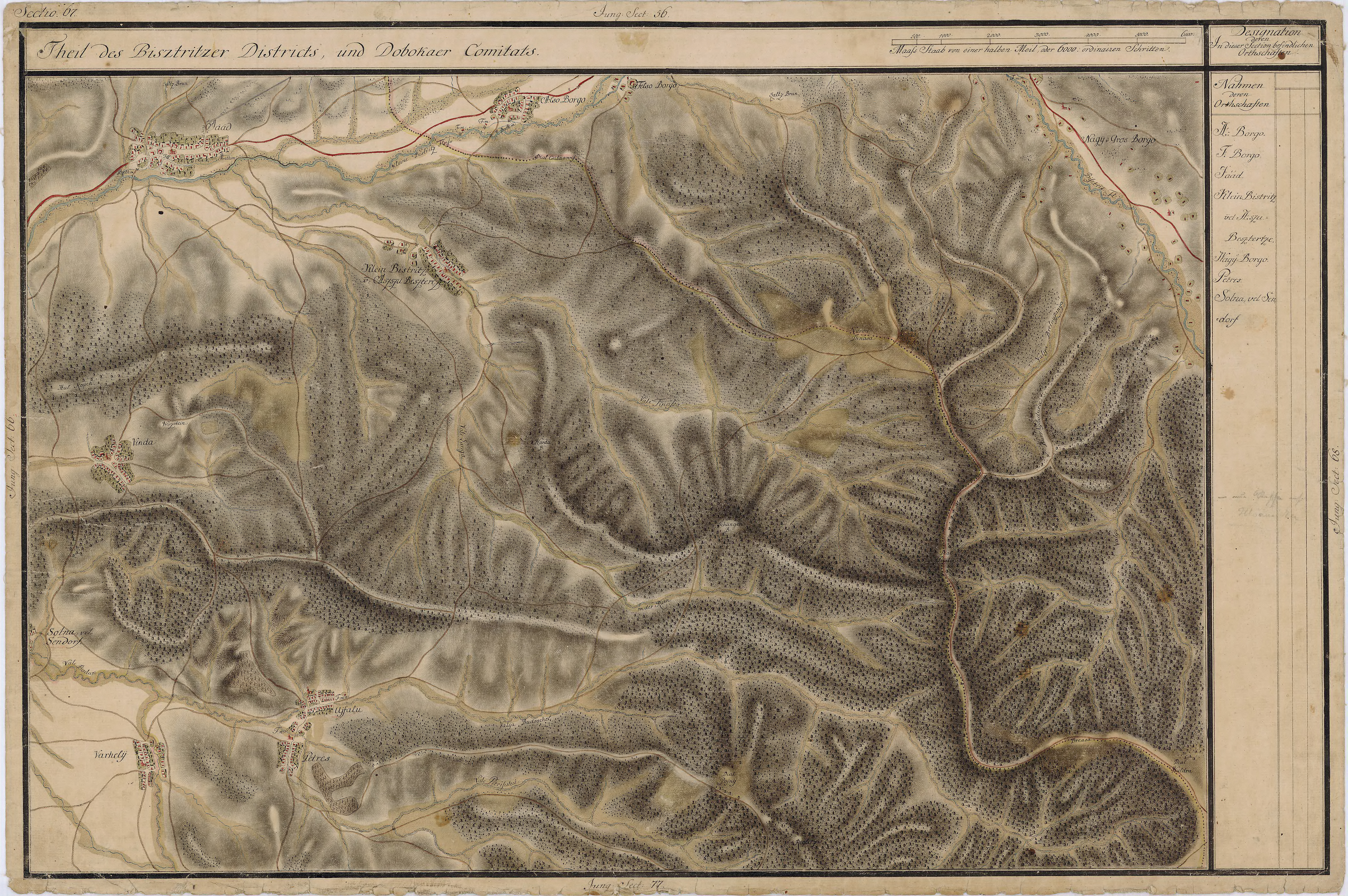
Satu Nou în Harta Iosefină a Transilvaniei, 1769-73

La întemeierea Regimentului românesc de graniță de pe valea Someșului, în 1762, românii din districtul săsesc bistrițean au fost transferați pe valea Rodnei, iar sașii și maghiarii de pe valea Rodnei la Satu-Nou, populația satului sporind în următorii ani..
În 1764 izbucnește un nou incendiu de proporții. Biserica actuală a fost construită între 1854-1857, fiind restaurată de mai multe ori.
Viața germană a fost activă până la evacuarea sașilor în Austria, în septembrie 1944; majoritatea lor au fost readuși în 1945, apoi a urmat exproprierea lor, muncă silnică în lagăre de concentrare, sustragerea drepturilor civile (până în 1950), asuprirea comunistă.
După 1970 are loc emigrarea germanilor mai ales în Germania. Biserica evanghelică a fost vândută comunității ortodoxe, fiind renovată și cu sprijinul financiar de la sașii din Germania.
În prezent, Biserica din sat poartă hramul „Sf. Petru și Pavel” și deservește drept locaș de cult pentru creștinii ortodocși din zonă.

## Vezi și
- Biserica evanghelică din Satu Nou, Bistrița-Năsăud

## Imagini

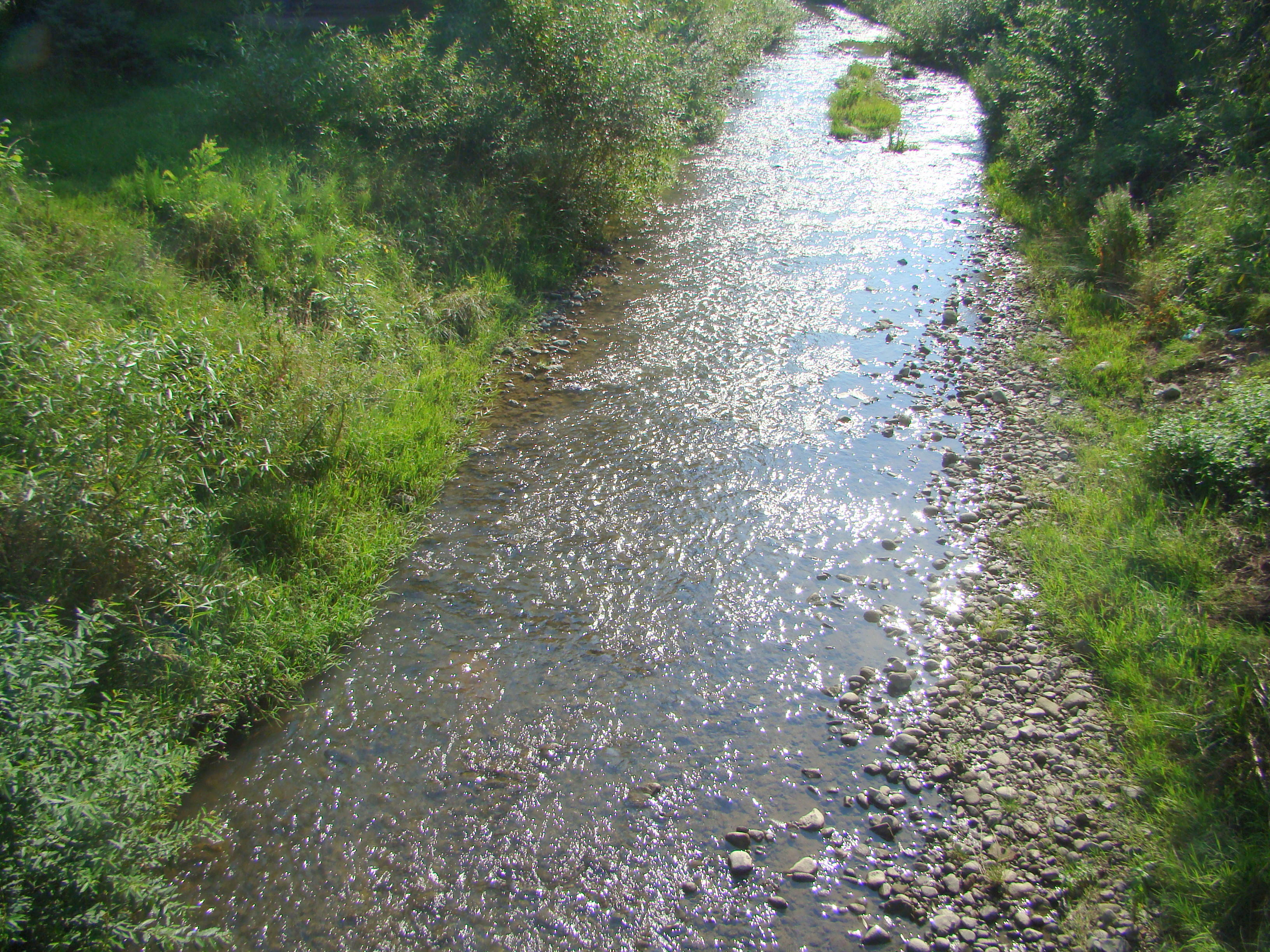
Râul Budușelu
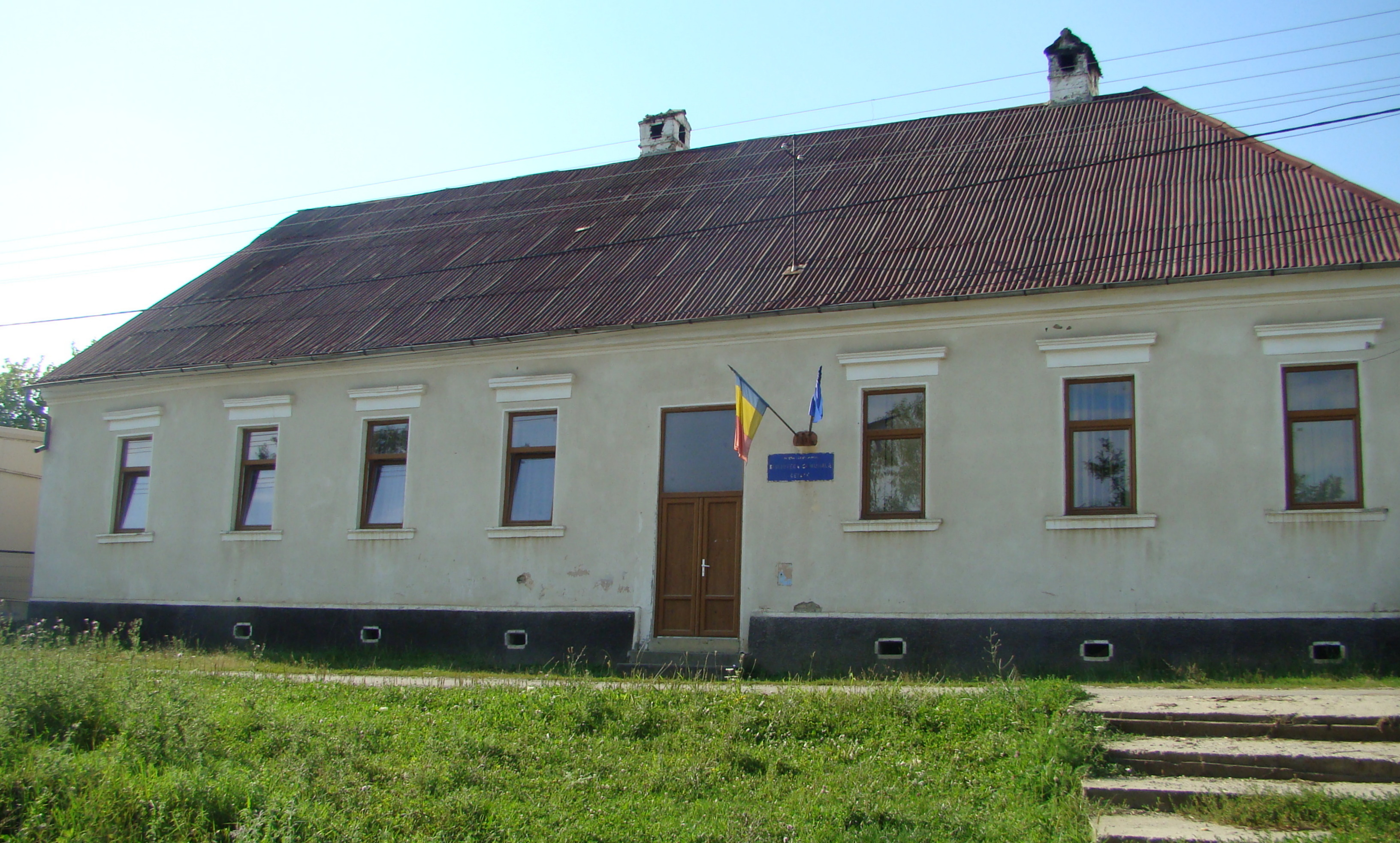
Fosta Școală Generală (clasele I-IV) din Satu Nou, actuala Bibliotecă a comunei Cetate.
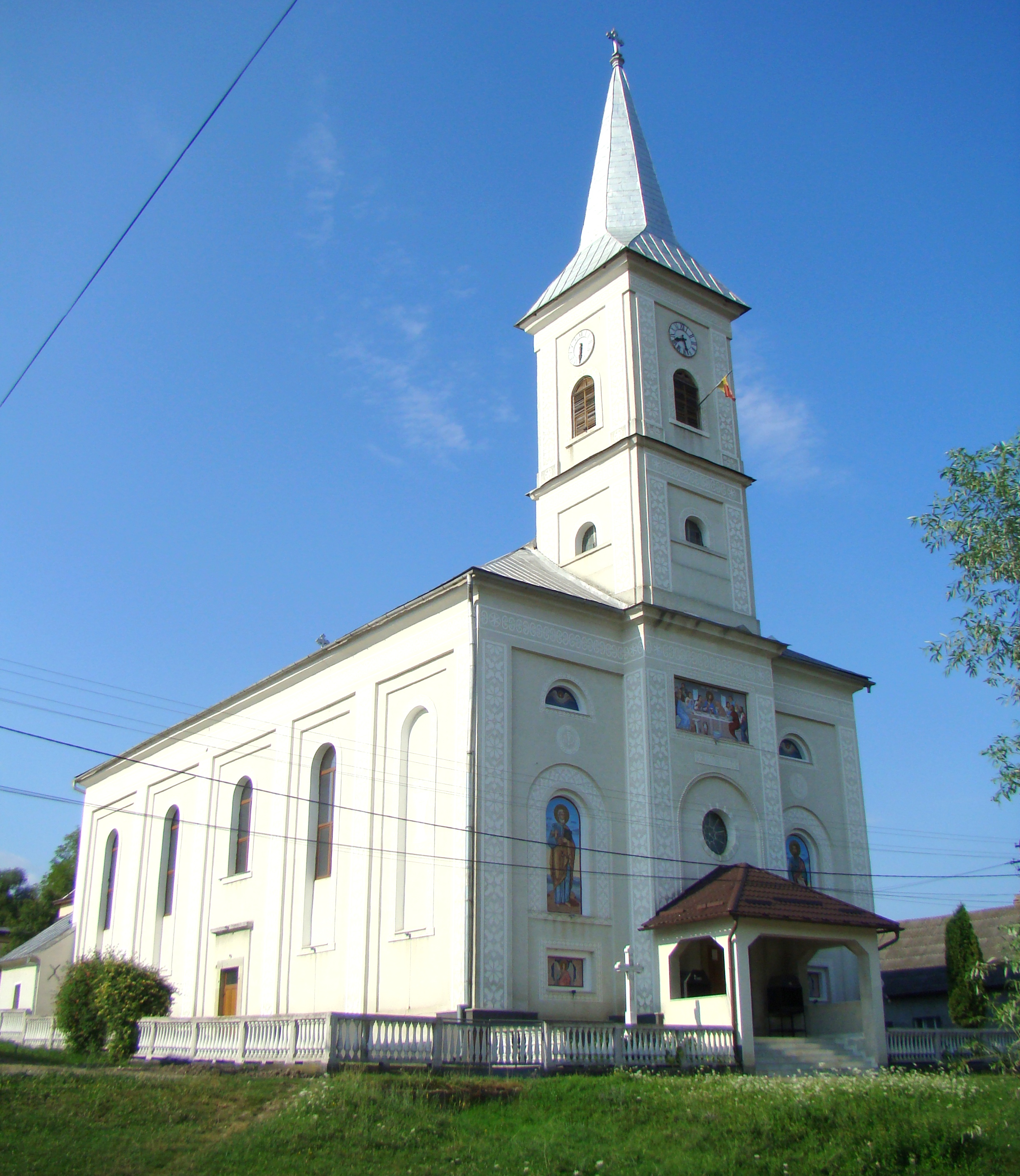
Actuala Biserică din Satu Nou, construită în anul 1857.